# Attila József
Attila József (Budapest, 11 aprile 1905 – Balatonszárszó, 3 dicembre 1937) è stato un poeta ungherese, considerato uno dei più importanti scrittori magiari del XX secolo.

## Biografia

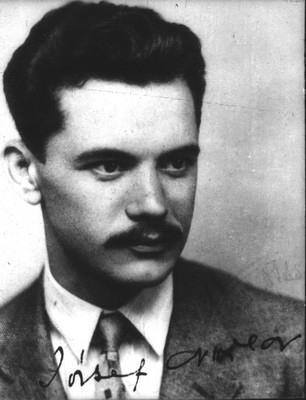
Attila József

Figlio di Áron József, operaio di nazionalità ungherese originario della regione del Banato (la cui maggior parte venne successivamente divisa tra Romania e Serbia dal trattato del Trianon), e di Borbála Pőcze, contadina. Attila nacque nel quartiere popolare di Ferencváros in Gát utca, 3, a Budapest, terzogenito dopo le sorelle Eta e Jolán. Il padre abbandonò la famiglia quando lui aveva l'età di tre anni e la madre non riuscì, facendo la lavandaia e le pulizie, ad occuparsi dei figli. Attila, attraverso un'istituzione nazionale di assistenza sociale, venne affidato ad una coppia di Öcsöd per lavorare nella loro fattoria. Le condizioni di vita furono difficili e Attila, ribattezzato "Pista" (Stefanuccio) dai genitori affidatari, dopo un po' fuggì nuovamente a Budapest per tornare dalla madre.
La madre morì nel 1919, a 43 anni di età. Attila venne quindi cresciuto da Ödön Makai, suo cognato, un avvocato che gli consentì di studiare in un buon liceo. Successivamente si iscrisse alla facoltà di lettere dell'università di Seghedino, con l'intenzione di diventare un insegnante, ma ne venne espulso per via della sua poesia Con cuore puro, che venne giudicata provocatoria e antinazionalista.
Da quel momento, cercò di mantenersi con i pochi guadagni derivanti dalla pubblicazione dei suoi scritti. Si trasferì inizialmente a Vienna e successivamente a Parigi dove frequentò la Sorbona. In quegli anni ebbe contatti con il partito comunista clandestino. Rientrato in Ungheria lavorò, per qualche anno, presso l'Istituto del Commercio Estero.
Iniziò, inoltre, a dare segni di schizofrenia, andò in cura presso vari psichiatri e fu costretto ad abbandonare il lavoro.
Nel 1932 venne espulso dal partito comunista con l'accusa di deviazionismo e questa delusione aggravò il suo stato di salute.
Morì nel 1937 all'età di 32 anni a Balatonszárszó, dove viveva con la sorella ed il cognato, travolto da un treno di passaggio mentre si trovava sdraiato sui binari. L'ipotesi del suicidio è la più accreditata, anche se alcuni studiosi non escludono l'incidente.
Presso il luogo della sua morte è posto un cippo memoriale.
Lo stile di József si rivelò originale e peculiare, grazie alla miscela di elementi espressionisti, surrealisti, realisti e simbolisti, espressi con un linguaggio limpido e immediato.
I suoi canti e cori popolari descrissero e rappresentarono le istanze degli oppressi di tutto il mondo.
Gli è stato dedicato un asteroide, 39971 József.

## Opere
- A szépség koldusa (Il mendicante della bellezza), 1922;
- Nem én kiáltok (Non io grido), 1925;
- Nincsen apám se anyám (Non ho padre né madre), 1929;
- Döntsd a tőkét, ne siránkozz (Abbattere le radici), 1931;
- Külvárosi éj (Notte in periferia), 1932;
- Medvetánc (Danza dell'orso), 1934;
- Nagyon fáj (Fa molto male), 1936.

### Traduzioni italiane
- Poesie, a cura di Umberto Albini, Firenze, Fussi, 1952.

- Poesie, [Traduzione di Umberto Albini], Milano, C.M. Lerici, 1957; II ed. ampliata, 1962.

- Gridiamo a Dio. Poesie, a cura di Sandro Badiali e Gilberto Finzi, Parma, Guanda, 1963.

- Poesie (1922-1937), a cura di Edith Bruck, Milano, Mondadori, 2002.